# 巴特欣德朗
巴特欣德朗（德語：Bad Hindelang，發音：[baːt ˈhɪndəlaŋ]；2002年之前名为欣德朗 (Hindelang)）是德国巴伐利亚州施瓦本行政区上阿尔高县的市镇，面积137.12平方千米，2023年12月31日人口为5,427人。

## 地理
巴特欣德朗位于北石灰岩山脉的北缘的奧斯特拉赫河谷，坐落在历史悠久的盐路上，这条盐路如今为308号联邦公路，经由奥伯约赫通往奥地利。奥伯约赫山口有107个弯道，被认为是德国最蜿蜒的道路。
该市镇市区80%以上的面积为景观保护区或自然保护区。
2001年起，该地被列为气候疗养地和克奈普疗法疗养地

## 历史
1150年，一位名叫奥戈茨·冯·洪迪兰克（Oggoz von Hundilanc）的人被提及。此后直至1402年，洪迪兰克骑士家族多次出现在各种文献中。1377年，欣德朗被划归松特霍芬教区，1435年，欣德朗升格为一个独立的教区。1429年，奥格斯堡主教授予该镇集市权（Marktrecht）。1529年，富格尔家族在山谷中建立了一个育马场（Stutenhof）。继海门霍芬骑士和蒙福尔伯爵之后，奥格斯堡采邑主教成为该地区的所有者。
1540年，蒙福尔伯爵将山口上的骡道修建成了道路。几个世纪以来，这条道路被用作从蒂羅爾向博登湖方向运盐的盐路。
16世纪，奧斯特拉赫河谷后段开始开采铁矿石，并建立了锻铁工坊，制造了数千把斧槍和矛，其中包括为马克西米利安皇帝的军队制造的武器。三十年戰爭期间，近1000人死于瘟疫，占当时居民人口的一半。1796年，帝国军队在约赫山口（Jochpass）成功阻止拿破仑军队进入蒂罗尔。
1803年巴伐利亚世俗化时期，欣德朗并入巴伐利亚王国。1823年，经约赫山口的盐运中断。1895年—1898年间，约赫山口修建新路。1900年，摄政王卢伊特波尔德授予欣德朗的奥伯多夫区“巴特”（Bad，意为“温泉”）称号。
1905年，连接欣德朗和松特霍芬车站的邮政汽车线路开通。1924年，洪水摧毁了巴特奥伯多夫区。20世纪30年代，新的约赫山口公路进行了翻修。二战期间，这条公路被德意志國防軍用作前往意大利和奥地利前线的行军路。
1965年，欣德朗被授予“气候及克奈普疗法疗养地”（Heilklimatischer und Kneippkurort）称号。2002年，欣德朗更名为“巴特欣德朗”。